# Totto-chan, la petite fille à la fenêtre (film)
Pour plus de détails, voir Fiche technique et Distribution.
Totto-chan, la petite fille à la fenêtre (窓ぎわのトットちゃん, Madogiwa no Totto-chan) est un film d'animation japonais réalisé par Shinnosuke Yakuwa (ja) et sorti en 2023,.

## Synopsis
A Tokyo au début des années 1940, Tetsuko (surnommée Totto-chan) est une petite fille débordant d'énergie à tel point qu'elle fait mener la vie dure à son institutrice. Un jour, cette dernière finit par la renvoyer et ses parents décident de l'inscrire à Tomoe, un école différente des autres car les salles de classe sont dans des anciens wagons de trains. Son nouveau directeur met l'accent sur la créativité et l'imagination libre des enfants. Cependant, alors que la guerre fait rage, elle va comprendre que les expériences de la vie lui seront importantes.

## Fiche technique
Sauf indication contraire, les informations mentionnées dans cette section peuvent être confirmées par les bases de données cinématographiques IMDb et Allociné,  présentes dans la section « Liens externes ».
- Titre original : 窓ぎわのトットちゃん (Madogiwa no Totto-chan?)
- Titre français : Totto-chan, la petite fille à la fenêtre
- Réalisation : Shinnosuke Yakuwa (ja)
- Scénario : Yôsuke Suzuki et Shinnosuke Yakuwa, d'après l'œuvre de Tetsuko Kuroyanagi
- Musique : Yūji Nomi
- Animation : Shizue Kaneko et Aya Suzuki
- Photographie : Kentarô Minegishi
- Son :
- Montage : Toshihiko Kojima (ja)
- Production : Takanashi Rena
- Société de production : Shin-Ei Animation
- Société de distribution : Eurozoom (France)
- Budget :
- Pays de production :  Japon
- Langue originale : japonais
- Format : couleur — 2,35:1
- Genre : animation
- Durée : 114 minutes
- Dates de sortie :
  - Japon : 8 décembre 2023
  - France : 10 juin 2024 (Festival international du film d'animation d'Annecy)[3] ; 1er janvier 2025 (sortie nationale)

## Distribution
- Liliana Ôno (ja) (VF : Clara Quilichini): Totto-chan
- Kōji Yakusho : Sôsaku Kobayashi
- Shun Oguri : Moritsuna Kuroyanagi
- Anne Watanabe : Cho Kuroyanagi
- Karen Takizawa (en) : Miss Oishi

## Sortie

### Accueil critique
En France, le site Allociné donne une moyenne de 3,7⁄5, d'après l'interprétation de 15 critiques de presse.

## Distinctions

### Récompenses
- Festival international du film d'animation d'Annecy 2024 : Prix Paul Grimault pour un long métrage[5],[6]

### Sélections et nominations
- Festival du cinéma japonais contemporain Kinotayo 2024 : séance de clôture[6]